# 馬背塚古墳
馬背塚古墳（ませづかこふん）は、長野県飯田市上川路（かみかわじ）にある古墳。形状は前方後円墳。飯田古墳群（うち竜丘単位群）を構成する古墳の1つ。国の史跡に指定されている（史跡「飯田古墳群」のうち）。

## 概要
長野県南部、久米川・臼井川の間の丘陵南麓（標高420メートル）に築造された古墳である。これまでに墳丘周囲は田地造成で削平を受けているほか、1999年（平成11年）に墳丘測量調査が実施されているが、発掘調査は実施されていない。
墳形は前方後円形で、前方部を南東方向に向ける。埋葬施設は、後円部における無袖式の横穴式石室、前方部における両袖式の横穴式石室の2基で、いずれも南西方向に開口する。両石室とも石材には巨石が使用され、石室全長が12メートル近い大型石室として注目される。両石室とも古くから開口しており、石室内の副葬品は詳らかでない。
築造時期は、古墳時代後期の6世紀末（または7世紀初頭）頃と推定される。下伊那地方における代表的な首長墓の1つで、飯田古墳群では御猿堂古墳に次ぐ最終段階の前方後円墳と位置づけられ、おかん塚古墳と同様に1墳丘に形状の異なる2石室が構築される点で特徴的な古墳になる。
古墳域は2016年（平成28年）に国の史跡に指定されている（史跡「飯田古墳群」のうち）。

## 遺跡歴
- 1969年（昭和44年）7月3日、長野県指定史跡に指定。
- 1983・1984年（昭和58・59年）、石室実測調査（白石太一郎ら、1988年に報告）。
- 1999年（平成11年）、墳丘測量調査[1]。
- 2016年（平成28年）10月3日、国の史跡に指定（史跡「飯田古墳群」のうち）。

## 墳丘
墳丘の規模は次の通り。
- 墳丘長：46.4メートル
- 後円部
  - 直径：19メートル
  - 高さ：6メートル
- 前方部
  - 幅：20.8メートル
  - 高さ：5メートル

## 埋葬施設
埋葬施設としては、後円部・前方部において各1基の横穴式石室が構築されている。

### 後円部石室

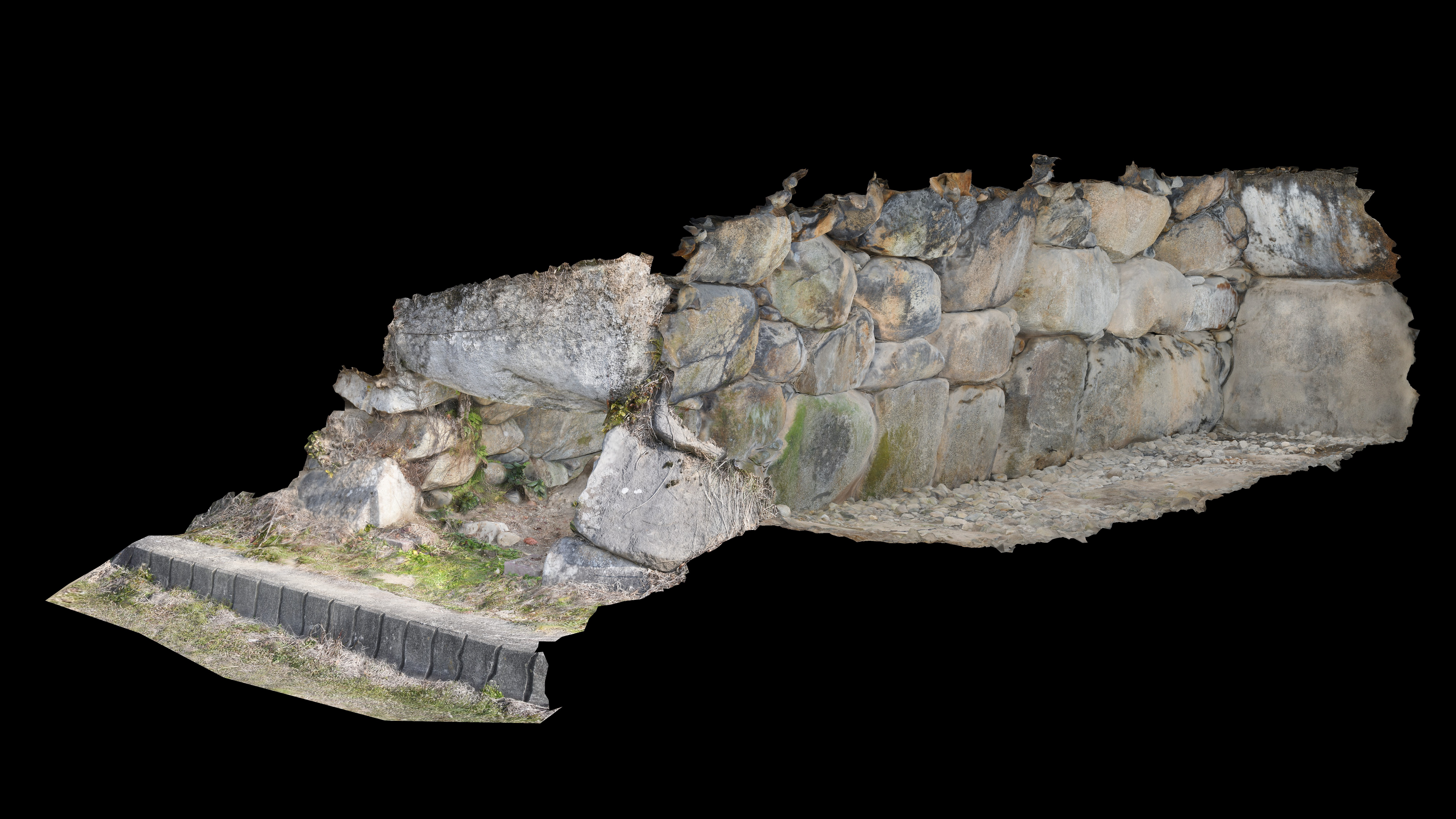
後円部石室パース図

後円部石室展開図

後円部石室（西石室）は無袖式横穴式石室で、石室主軸は墳丘主軸に直交し、南西方向に開口する。石室の規模は次の通り。
- 石室全長：11.7メートル
- 玄室：長さ8.4メートル、幅1.9-2.1メートル、高さ2.7メートル
- 羨道：長さ3.3メートル、幅1.86メートル、高さ1.4メートル

石室の平面形は、玄室と羨道の区別が不明瞭な無袖式で、東海地方との関連性が指摘される。ただし天井までの高低差で玄室・羨道を区別しうる。天井石は、玄室では3枚、羨道では4枚。現在では羨道部の天井石が崩落しているため、石室内への立ち入りは制限されている。

石室俯瞰図
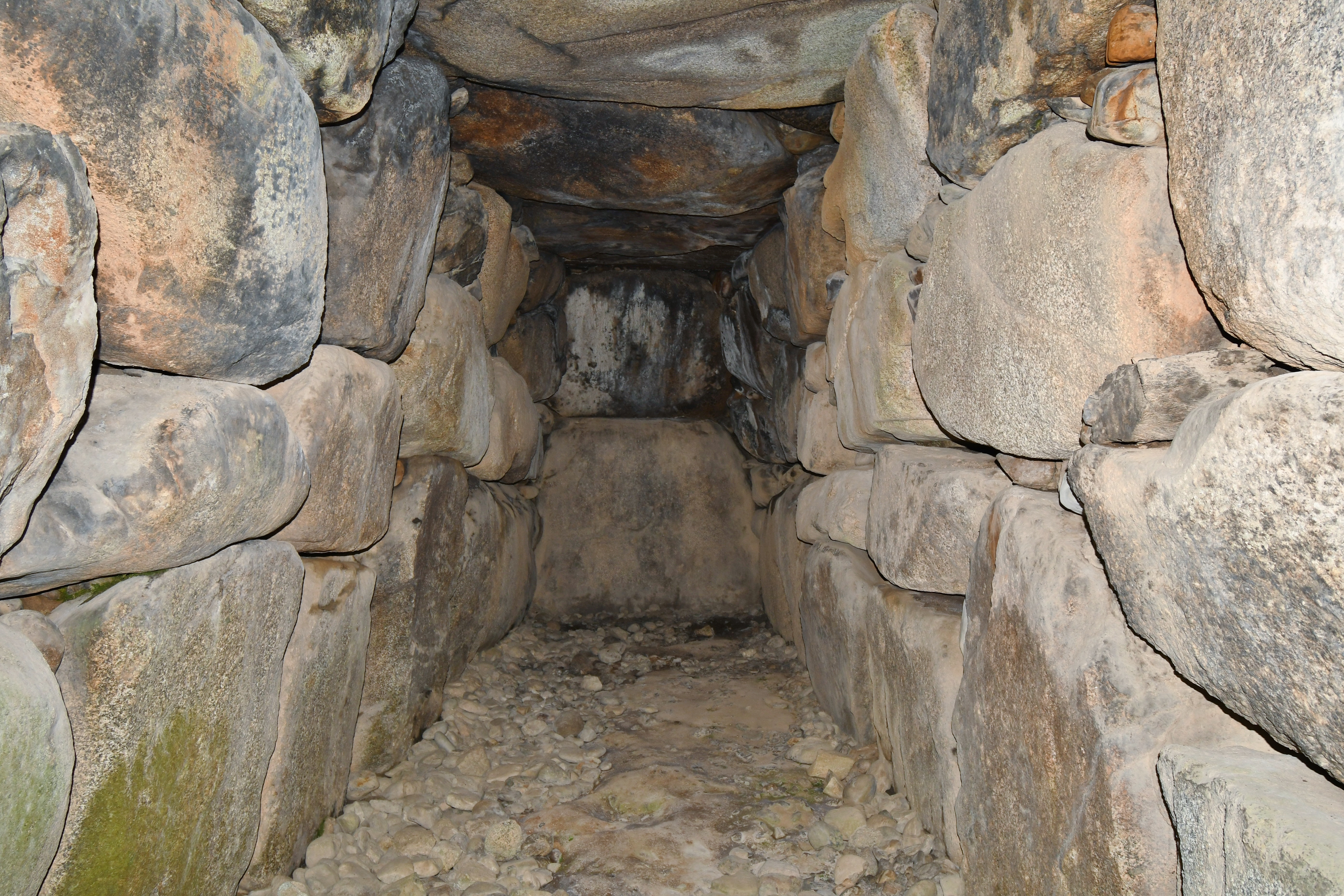
石室内部（奥壁方向）
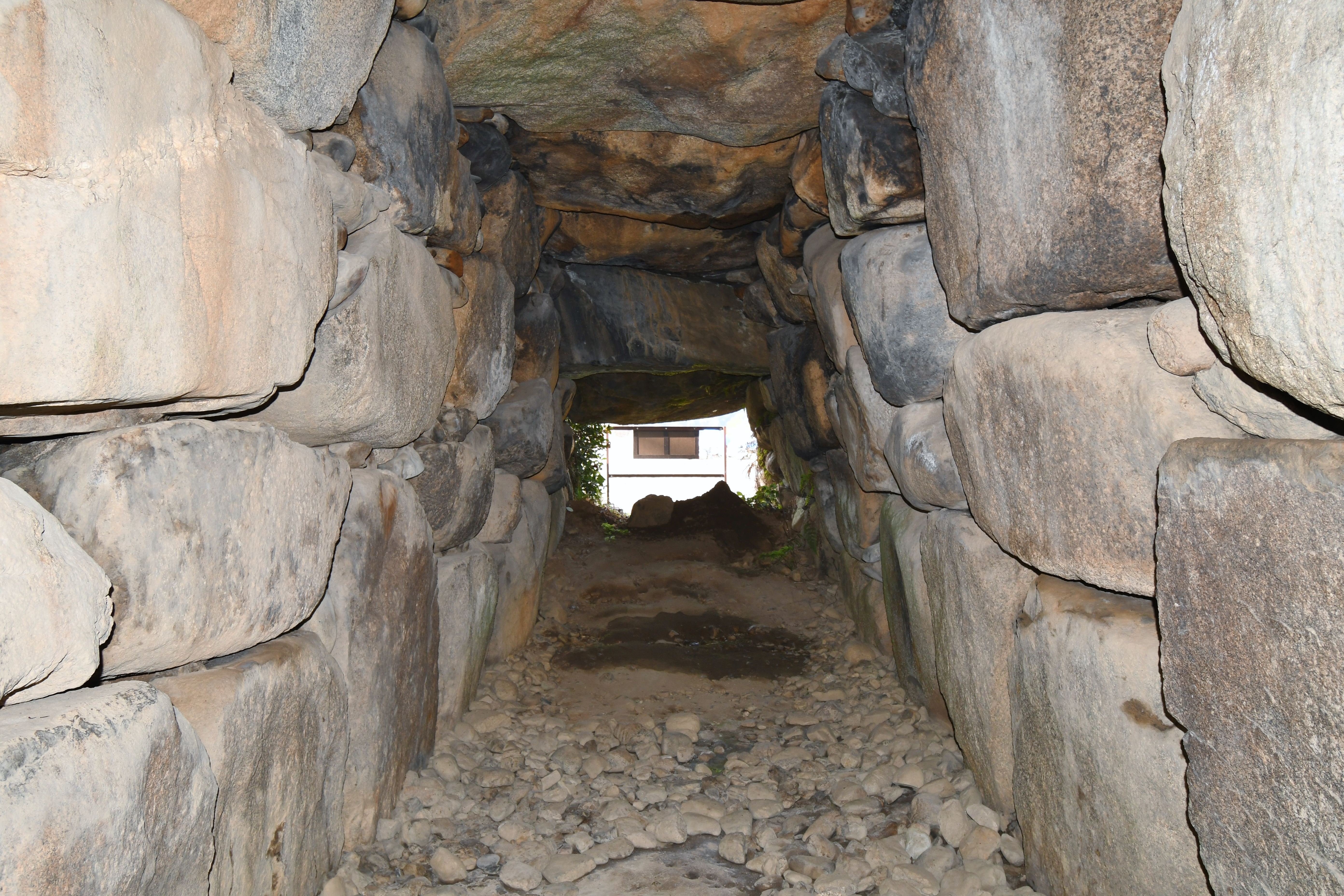
石室内部（開口部方向）

### 前方部石室
前方部石室（東石室）は両袖式横穴式石室で、石室主軸は墳丘主軸に直交し、南西方向に開口する。石室の規模は次の通り。
- 石室全長：11.9メートル
- 玄室：長さ6.4メートル、幅3.0-3.4メートル、高さ3.3メートル
- 羨道：長さ5.5メートル、幅2.0メートル、高さ1.6メートル

石室の平面形は、玄室と羨道を明確に区別した両袖式で、畿内型の石室とされる。玄室の床面には敷石に使用された人頭大の石が散在する。天井石は、玄室では7枚、羨道では2枚。

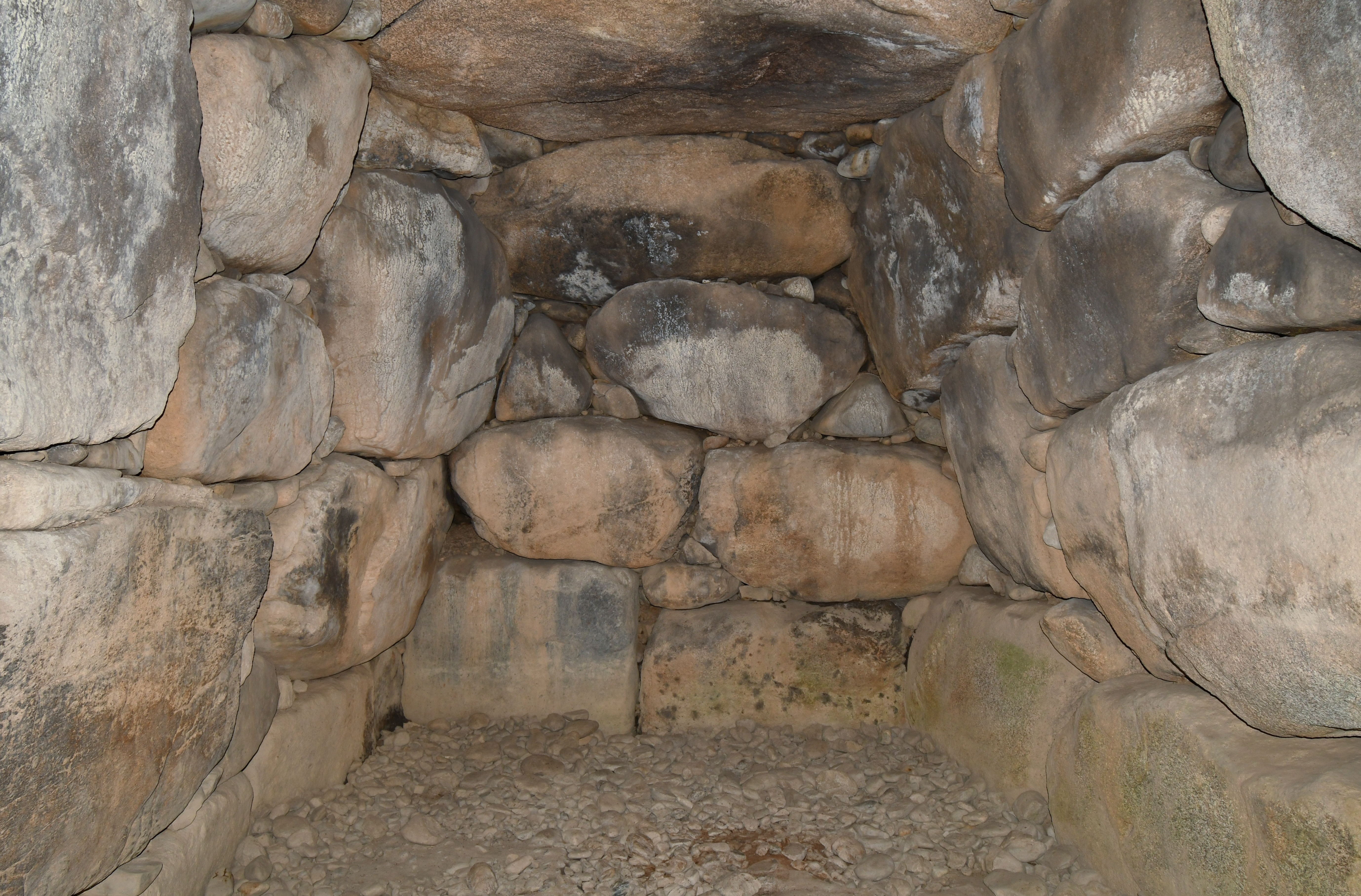
玄室（奥壁方向）
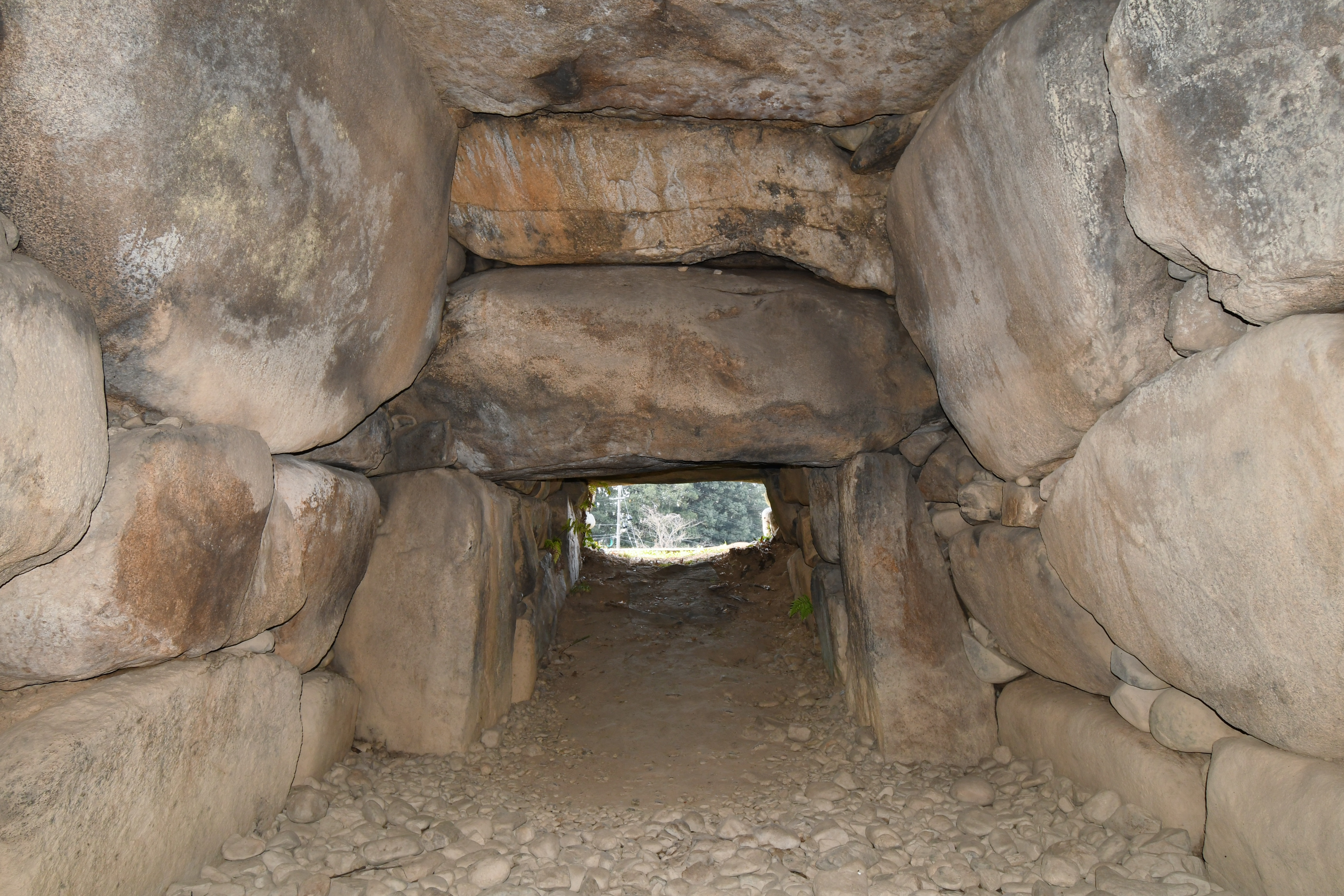
玄室（開口部方向）
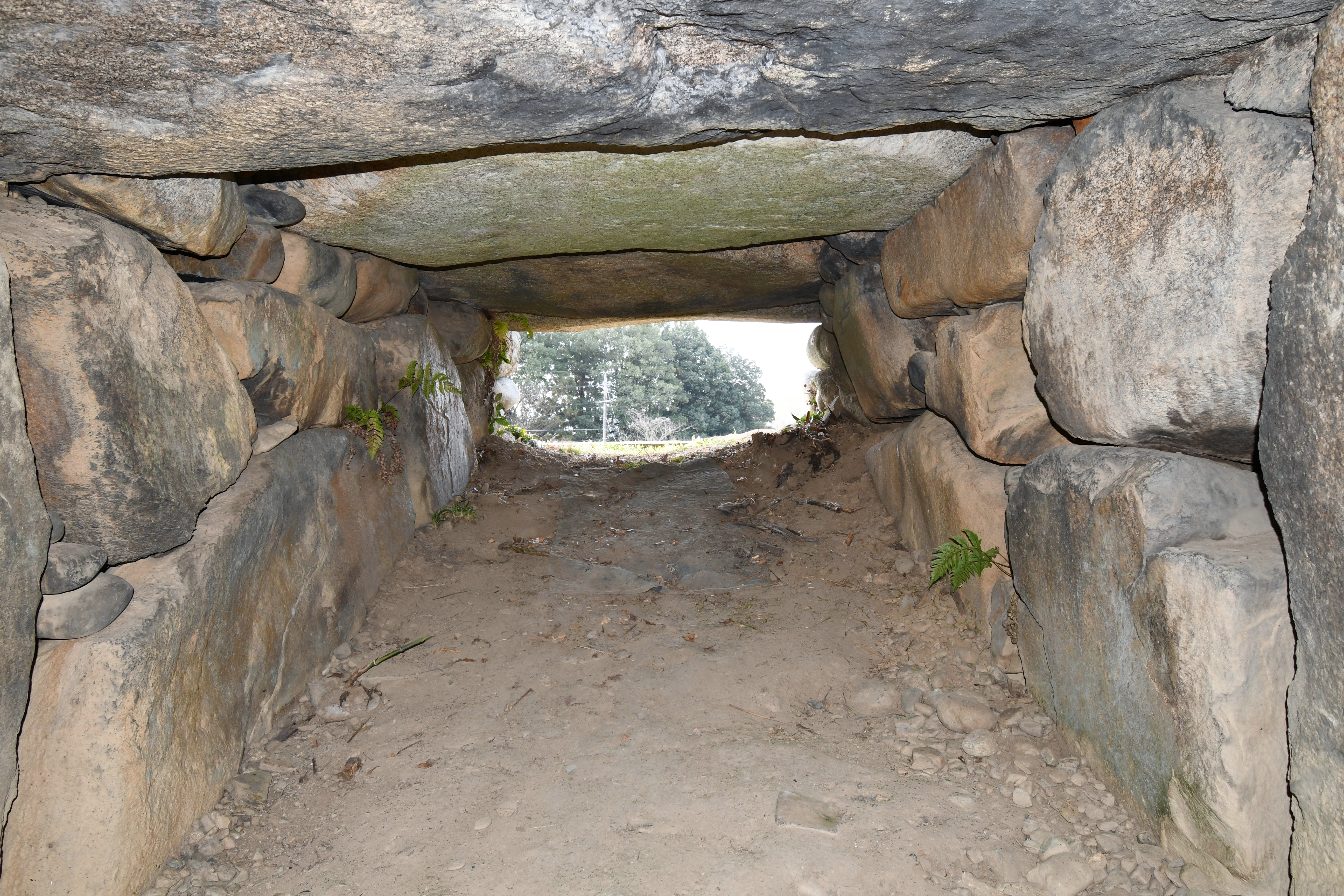
羨道（開口部方向）
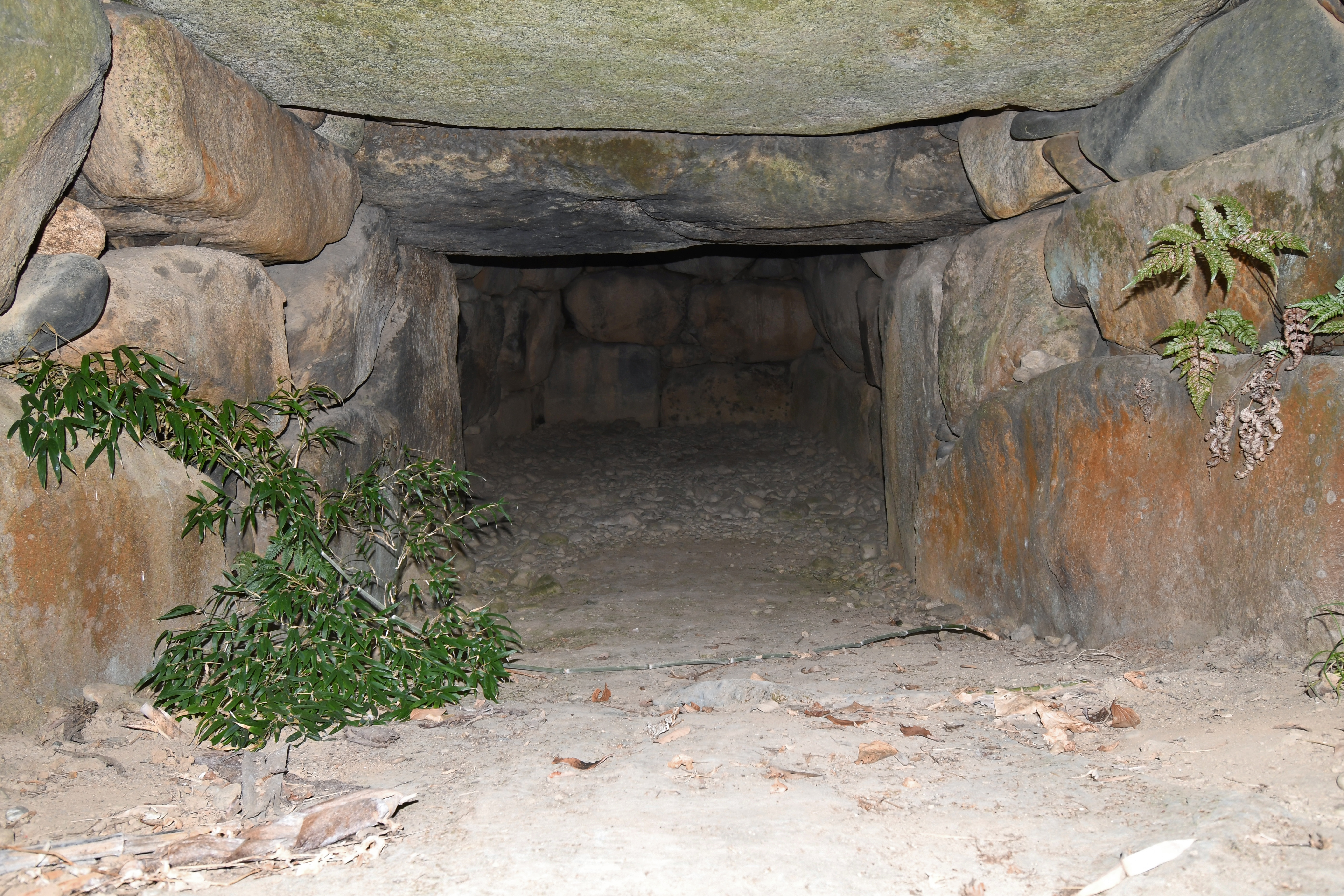
羨道（玄室方向）
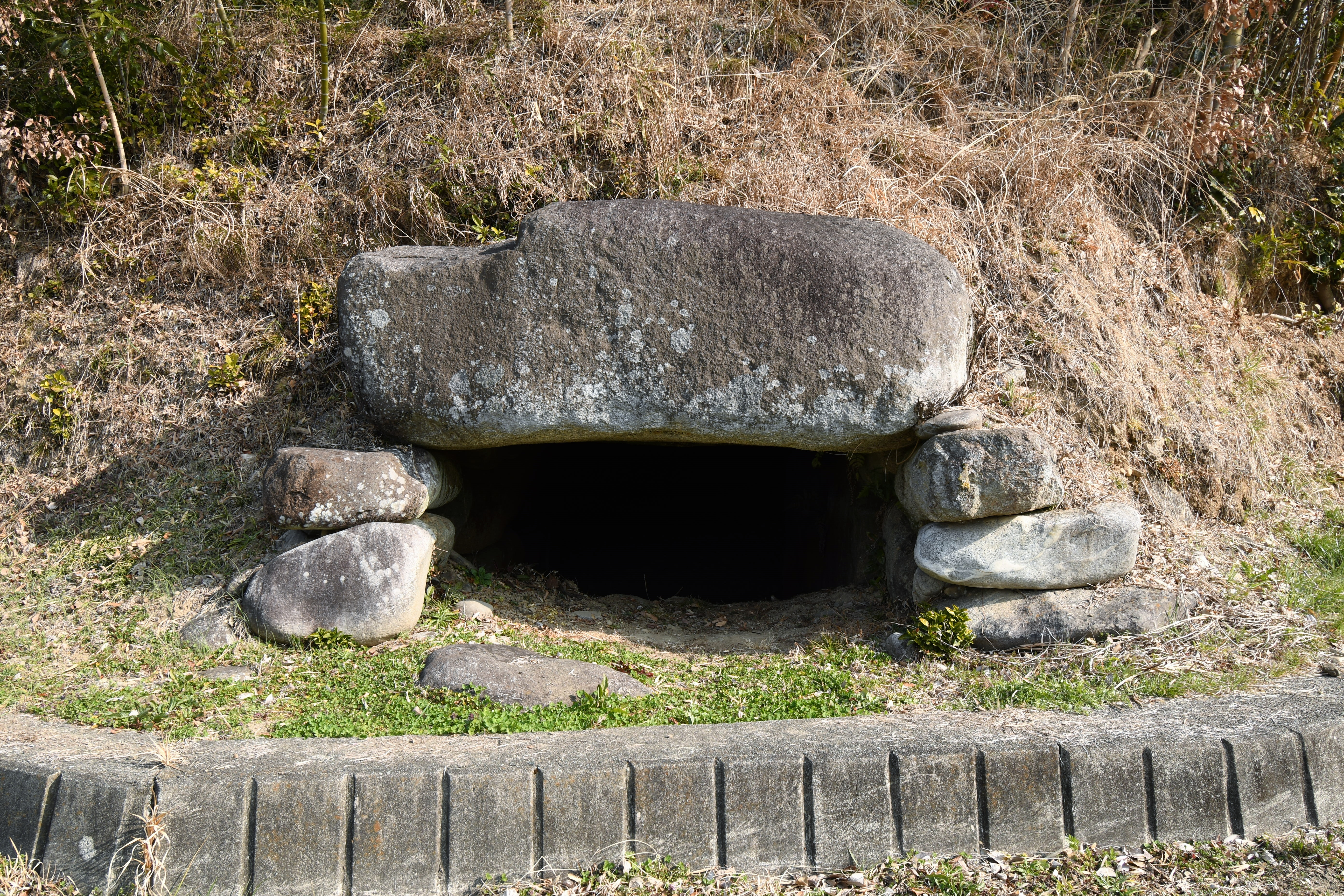
開口部

## 関連文献
（記事執筆に使用していない関連文献）
- 白石太一郎「伊那谷の横穴式石室（一）」『信濃』第40巻第7号、信濃史学会、1988年7月、669-687頁。
- 『上の坊遺跡 馬背塚古墳』飯田市教育委員会、2019年。
- 土生田純之「馬背塚古墳における二基の横穴式石室の関係について」『古文化談叢』第87号、九州古文化研究会、2021年11月、161-169頁。